# Emerenzio Barbieri
Emerenzio Barbieri (Reggio Emilia, 19 ottobre 1946 – Reggio Emilia, 15 giugno 2025) è stato un politico italiano.

## Biografia
Nato e residente a Reggio Emilia, conseguì il diploma di maturità scientifica: di professione fu consulente aziendale. Già esponente della DC, del CCD e dell'UDC aderì poi al Popolo della Libertà.

### Elezione a deputato
Fu eletto per la prima volta alla Camera dei deputati alle elezioni del 2001, nel collegio uninominale di Agrate Brianza, in rappresentanza della Casa delle Libertà.
Nella XIV Legislatura fu segretario della Commissione Lavoro Pubblico e Privato; fu altresì membro della Commissione Cultura, Scienza e Istruzione, della Commissione parlamentare per il controllo sull'attività degli enti gestori di forme obbligatorie di previdenza e assistenza sociale, della Delegazione parlamentare presso l'assemblea del Consiglio d'Europa e della Delegazione parlamentare presso l'assemblea dell'Unione dell'Europa Occidentale.
Alle elezioni politiche del 2006 venne rieletto deputato nelle liste dell'Unione di Centro, questa volta nella circoscrizione Emilia-Romagna
Nella XV Legislatura fu Vicepresidente della Commissione Cultura, Scienza e Istruzione.

#### Il passaggio dall'UDC al PdL
Già critico nei confronti della linea dell'UDC, sostenne al III Congresso (2007) la mozione di minoranza guidata da Carlo Giovanardi.
Il 4 febbraio 2008, insieme allo stesso Giovanardi, lasciò l'UDC e fondò il movimento dei Popolari Liberali, che aderì poi al nuovo progetto politico di Silvio Berlusconi, il Popolo della Libertà.
Alle elezioni politiche del 2008 fu pertanto rieletto deputato nelle liste del Popolo della Libertà nella circoscrizione Emilia-Romagna. Divenne Membro del Consiglio Direttivo del PdL alla Camera.
Non si ricandidò più nel 2013.